# Jordi López (wielrenner)
Jordi López Caravaca (Badalona, 14 augustus 1998) is een Spaanse wielrenner die vanaf 2025 voor Euskaltel-Euskadi uitkomt.

## Carrière
Na een stageperiode in 2020 werd López in 2021 prof bij Equipo Kern Pharma. In zijn eerste profseizoen werd hij onder meer vijfde in de Trofeo Calvia en zevende in het eindklassement van de Ronde van Alentejo. In 2023 behaalde hij zijn eerste profoverwinning toen hij de tweede rit in de Ronde van Taiwan won.
Na vier jaar bij Kern Pharma maakte López in 2025 de overstap naar Euskaltel-Euskadi. Zijn debuut voor de ploeg maakte hij eind januari in de Grote Prijs Castellón.

## Overwinningen
2023
2e etappe Ronde van Taiwan
2025
2e etappe Ronde van Cova da Beira

## Resultaten in voornaamste wedstrijden
|      | \| Jaar \| Luik-Bast.‑Luik \| Clásica San Sebastián \| \| ---- \| --------------- \| --------------------- \| \| 2021 \| \| opgave \| \| 2022 \| \| \| \| 2023 \| \| opgave \| \| 2024 \| 114e \| opgave \| |                       |
| Jaar | Luik-Bast.‑Luik | Clásica San Sebastián |
| 2021 | | opgave                |
| 2022 | |                       |
| 2023 | | opgave                |
| 2024 | 114e | opgave                |

## Ploegen
- 2020 –  Equipo Kern Pharma (stagiair vanaf 1 augustus)
- 2021 –  Equipo Kern Pharma
- 2022 –  Equipo Kern Pharma
- 2023 –  Equipo Kern Pharma
- 2024 –  Equipo Kern Pharma
- 2025 –  Euskaltel-Euskadi

Adrià · Agirre · Araiz · Arrieta · Berrade · Carboni (vanaf 9/9) · Carretero · J. Castrillo · Cobo · Galván · C. García Pierna · R. García Pierna · Jaime · D. Lopez · J. López · Marquez · Mendez · Miquel · Moreno · Novikov · Parra · Řepa · Ruiz · Sánchez · van der Tuuk · P. Castrillo (stagiair) · Fernandez (stagiair) · Retegi (stagiair)
Adrià · Agirre · Arrieta · Berrade · Carboni · Carretero · Castrillo · Cobo · Elosegui · Galván · C. García Pierna · R. García Pierna · Jaime · López · Marquez · Miquel · Parra · Řepa (tot 2/5) · Retegi · Ruiz · Sánchez · van der Tuuk · Aznar (stagiair) · Carrascosa (stagiair) · Dorenbos (stagiair)
Agirre · H. Aznar · U. Aznar · Berrade · Brustenga · Castrillo · Cobo · Elosegui · Fernández · Galván · García Pierna · Gutiérrez · Iribar · Jaime · López · Marquez · Miquel · Parra · Retegi · Ruiz · Sánchez · Soto · Uriarte · van der Tuuk · Azanza (stagiair) · Carrascosa (stagiair) · Etxeberria (stagiair)